# المؤتمر الوطني لإصلاح الإعلام
المؤتمر الوطني لإصلاح الإعلام (NCMR) هو أكبر مؤتمر مخصص للإعلام والتكنولوجيا والديمقراطية في الولايات المتحدة. وترعى المؤتمر وتقدمه مؤسسة فري برس لإصلاح الإعلام، ويشارك في المؤتمر النشطاء والطلاب وواضعو السياسات والصحفيون والعلماء والمربون وصناع الإعلام وغيرهم من المواطنين المهتمين الذين يعملون من أجل إعلام أفضل.
تم عقد المؤتمر الوطني الخامس لإصلاح الإعلام من 8 - 10 إبريل عام 2011 في ميناء مركز التجارة العالمي في بوسطن. وشارك في هذا الحدث ما يقرب من 300 متحدث وممثل وحوالي 2500 مشارك، الذين اجتمعوا لتبادل الأفكار والإستراتيجيات، ولتطوير مهارات جديدة، والتواصل وبناء قوة دافعة من أجل حركة إصلاح الإعلام.
عقدت المؤتمرات السابقة في ماديسون بولاية ويسكنسن (2003)، وسانت لويس (2005)، وممفيس بولاية تينيسي (2007)، ومنيابولس (2008).

## المؤتمرات السابقة

### 2003
عقد المؤتمر الوطني الأول لإصلاح الإعلام عام 2003 في ماديسون، ويسكنسن وحضره أكثر من 1700 شخص. ومن بين المشاركين روبرت دبليو ماكيزني وآيمي جودمان وخوان غونزاليس وناعومي كلاين وشيرود براون وآل فرانكين وجيف كوهين وجون كونيرز الابن وتشارلز لويس وبيرني ساندرز وروس فينجولد ورالف نادر وبيل مويرز وجيسي جاكسون.

### 2005
عقد المؤتمر الوطني لإصلاح الإعلام من 13 - 15 مايو عام 2005 في سانت لويس، ميزوري في فندق ملينيوم. وحضر أكثر من 2000 شخص.
وتضمن المشاركين آيمي جودمان وديفيد بولير ولورا فلانديرز وإيشا ويليامز وفيكتور نافاسكي وديفيد بروك و|خوان غونزاليس وسوت جاللي و[جون نيكولز وروبرت دبليو ماكيزني وبوب هاكيت وكيمبرو ماكلويد وجيري ماندر وسيفا فايدياناثان وبيتر غرانت وباتي سميث وآل فرانكين وجيم هايتاور.
وأكثر من 100 مشارك آخر منهم بيل مويرز وبيل فليتشر وتشيلي بينجري وجنيفير بوزنير وروبرت جرينوالد وآريانا هافينغتون وجانين جاكسون وناعومي كلاين وجورج لاكوف ومفوضو لجنة الاتصالات الفيدرالية (FCC) جوناثان أديلستين ومايكل كوبس ورئيسة المنظمة الوطنية للمرأة كيم غاندي والنواب موريس هينشي (الحزب الديمقراطي - عن ولاية نيويورك) وبيرني ساندرز (مستقل - عن ولاية فيرمونت) وجان شاكوسكي (الحزب الديمقراطي - عن ولاية إيلينوي) وديان واطسون (الحزب الديمقراطي - عن ولاية كاليفورنيا).

### 2007
عقد المؤتمر الوطني لإصلاح الإعلام في يناير عام 2007 في ممفيس، تينيسي. ومن المتحدثين البارزين بيل مويرز ومن الممثلين والنشطاء جين فوندا وجينا ديفيس وداني جلوفر وزعماء الحقوق المدنية فان جونز والقس جيسي جاكسون وواضعي السياسات مثل النائب إد ماركي والسيناتور بيرني ساندرز ومفوضي لجنة الاتصالات الفيدرالية مايكل كوبس وجوناثان أديلستين. وقد حضر حوالي 3000 شخص وفقًا للصحيفة اليومية في ممفيس. (المصدر: http://www.commercialappeal.com/videos/detail/media-reform-conference/).

### 2008
عقد المؤتمر الوطني لإصلاح الإعلام من 6 - 8 يونيو 2008 في مركز مؤتمرات منيابولس في منيابولس، مينيسوتا. وكانت المحاور الخمسة لبرنامج المؤتمر كالتالي: سياسة الإعلام؛ ونشاط إصلاح الإعلام وبناء الحركة؛ والصحافة والإعلام المستقل؛ والعدالة في مجال الحقوق المدنية الاجتماعية والإعلام؛ والإعلام والديمقراطية: آفاق جديدة.

### 2011
عقد المؤتمر الوطني لإصلاح الإعلام في إبريل 2011 في بوسطن، ماساتشوستس. ومن بين الحضور آيمي جودمان وخوان غونزاليس وجلين جرينوالد ونانسي بيلوسي وبيرني ساندرز وبوب إدجار وروبرت دبليو ماكيزني وديفيد شوستر وكارلوس سيمبسون وكاترينا فاندين هيوفيل وجيف كوهين.

## وصلات خارجية
- Freepress.net – Official Website (Home page) of the Free Press, sponsor and presenter of the NCMR.
- The National Conference for Media Reform (NCMR) – Official Website (Home page), sponsored, presented, and hosted by the Free Press.